# Carl Benz

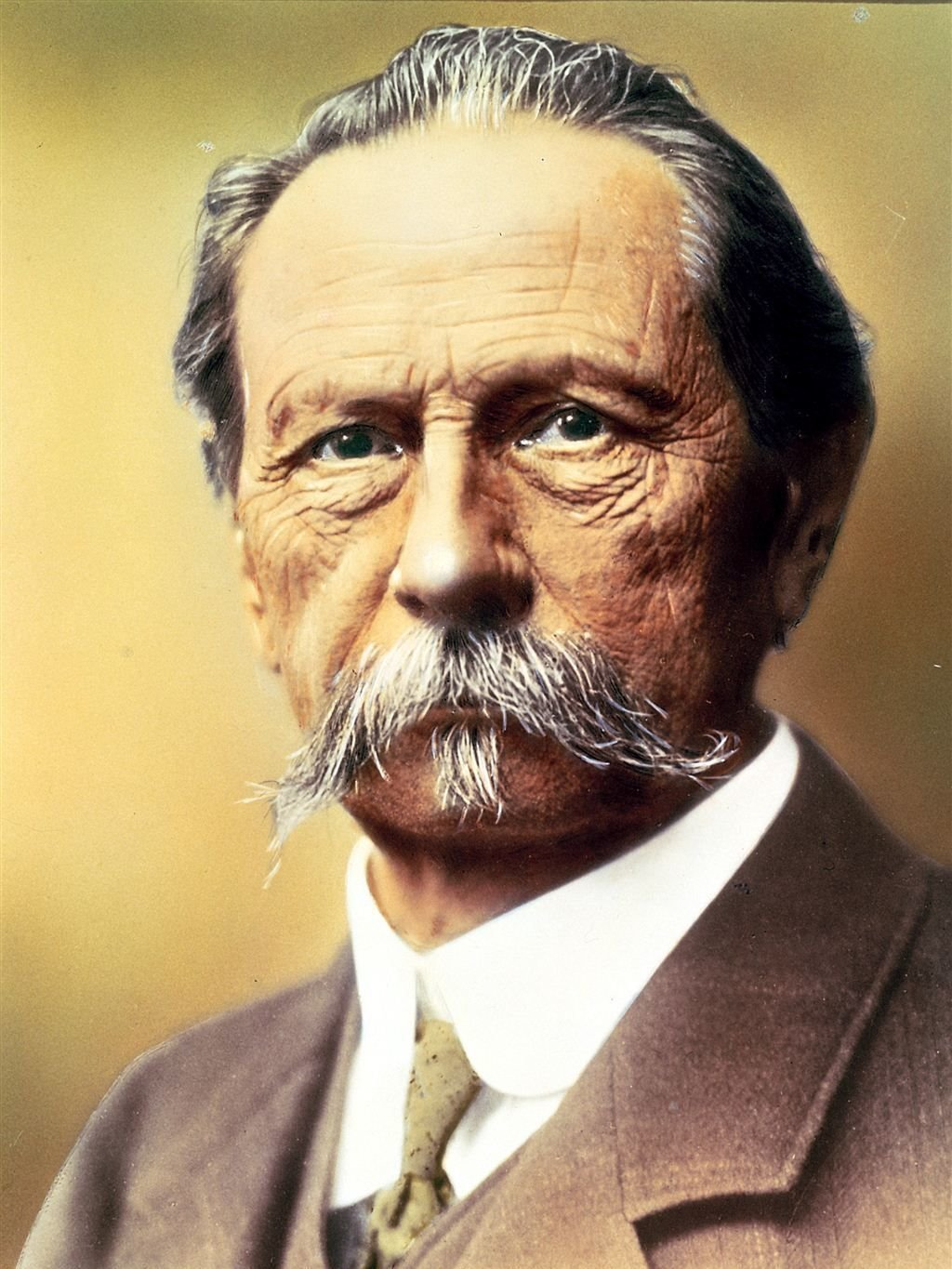
Carl Friedrich Benz

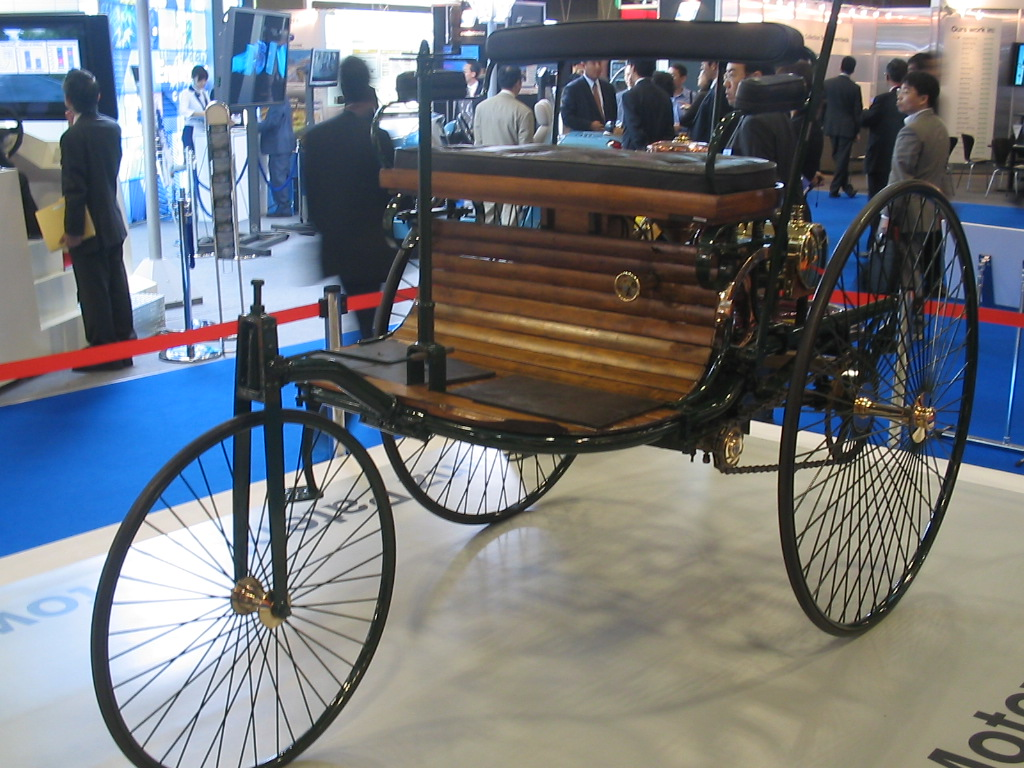
De eerste auto van Benz

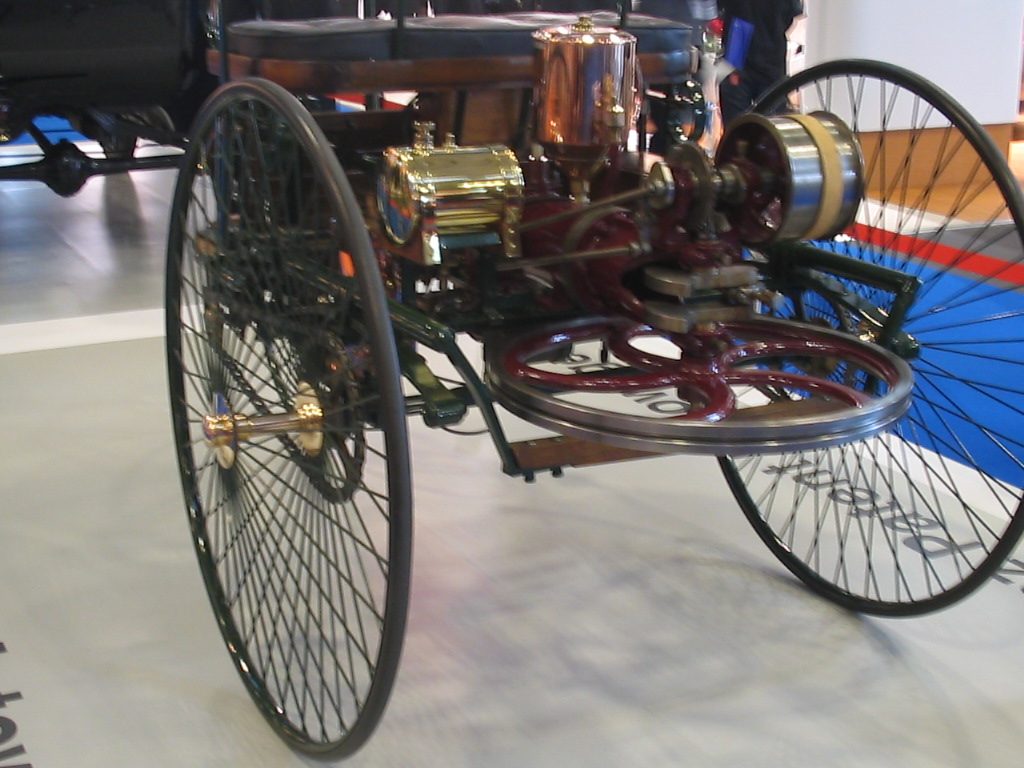
De 984cc-verbrandingsmotor

Carl Friedrich Benz, geboren als Karl Friedrich Michael Vaillant (Karlsruhe, 25 november 1844 – Ladenburg, 4 april 1929) was een Duitse uitvinder en technicus.
Benz begon zijn bedrijf Benz & Co. in 1883 in Mannheim om industriële machines te produceren. Daar ontwikkelde hij diverse tweetaktmotoren. Hij werkte aan een motorwagen met een viertaktmotor. Het werd een watergekoelde motor op een driewielerbasis met één cilinder. De auto reed voor het eerst in 1885. Hij reed in de zomer van 1886 door Mannheim met het voertuig. Zijn vrouw Bertha Benz zou op 5 augustus 1888 de eerste langeafstandsrit met een automobiel maken van Mannheim naar Pforzheim.
Op 29 januari 1886 ontving hij een patent op zijn uitvinding en in juni introduceerde hij het eerste benzinemotorvoertuig.
Carl Benz overleed in 1929. Zijn naam leeft nog voort in het huidige automerk Mercedes-Benz. Hij werd als een van de eersten aan de European Automotive Hall of fame toegevoegd in 2000. Daarnaast heeft hij een autobiografie geschreven.

## De eerste benzinemotor
Benz maakte in 1885 de eerste auto in de wereld. De driewielige auto van Benz werd Benz Patent Motorwagen genoemd. De wagen werd aangedreven door zijn zelf ontwikkelde en gebouwde verbrandingsmotor. De auto had een maximumsnelheid van 15 km/uur en was uitgerust met een differentiële versnellingsbak.
Technische gegevens van deze Benz Patent Motorwagen:
- 984 cc motor
- watergekoeld, horizontaal gelegen cilinder
- 0,9 pk bij 400 toeren/minuut
- 1450 mm wielbasis
- 2547 mm lengte
- 1454 mm breedte
- 313 kg draaggewicht

## Benz & Söhne
In 1905 kreeg Benz onenigheid met zijn aandeelhouders en vertrok. Samen met een zoon richtte hij Benz & Söhne op, later kwam zijn andere zoon er bij. Carl verliet het bedrijf in 1912, het merk werd voortgezet door zijn zonen. Later werd dit bedrijf een toeleverancier voor Mercedes-Benz.‌‌

## Benz en benzine
Zelfs in Duitsland wordt gezegd dat de naam benzine afgeleid zou zijn van de naam Benz, maar in werkelijkheid is er geen etymologisch verband. De benzine bestond al onder die naam voordat Benz de auto had uitgevonden. De achternaam van Carl Benz heeft hij van zijn vader geërfd. Aanvankelijk droeg hij de achternaam van zijn moeder Vaillant, en toen zijn ouders met elkaar trouwden nam hij de naam van vader Benz over.